# Обращение Деникина к населению Малороссии

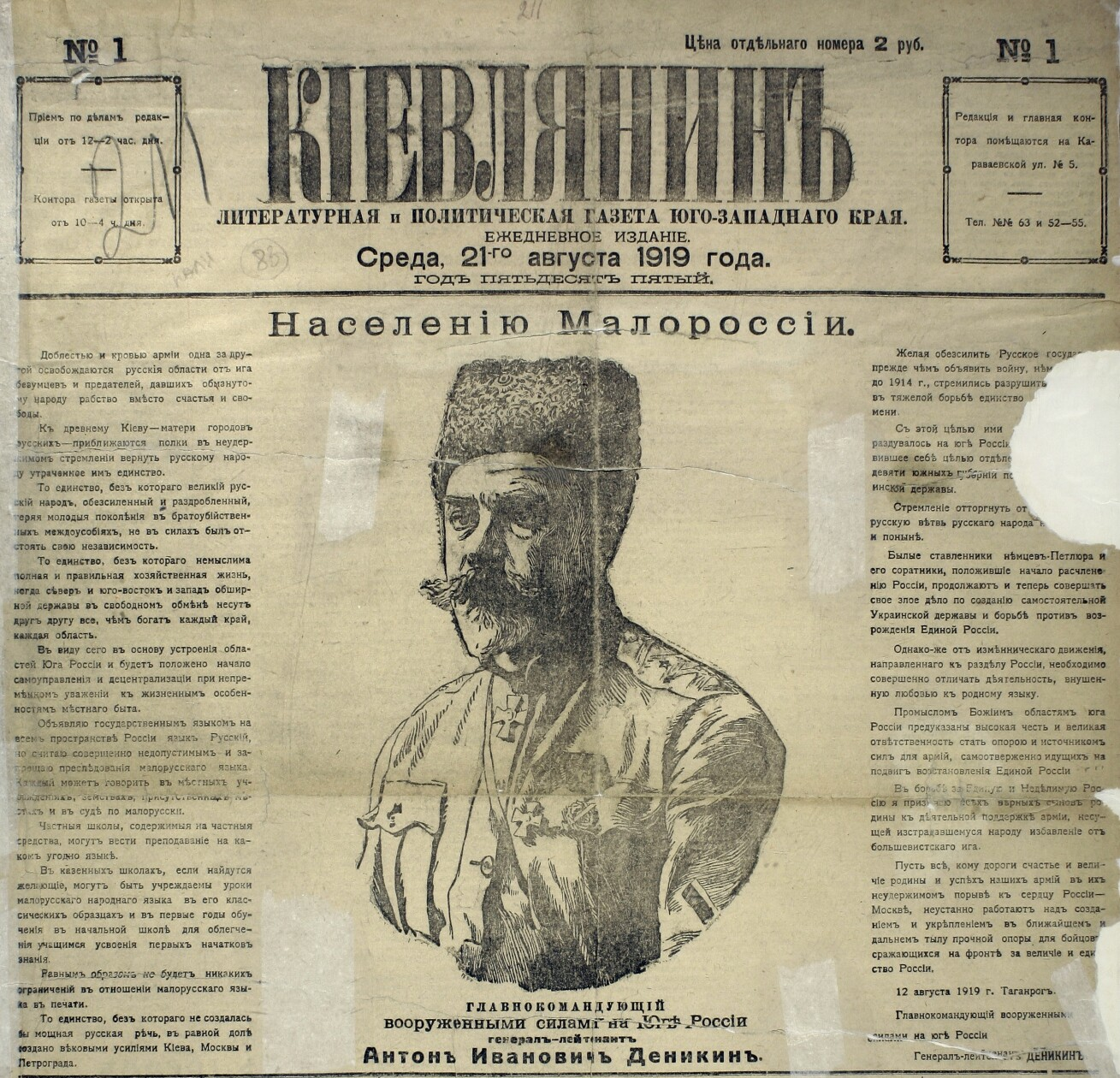
Публикация воззвания в газете Василия Шульгина «Киевлянин» (№1), восстановленной с захватом Киева белыми

Обраще́ние генера́ла Дени́кина к населе́нию Малоро́ссии (названия при издании: «Обращение главнокомандующего к населению Малороссии», «К населению Малороссии», «Населению Малороссии» и др.) — исторический документ, представлявший собой меморандум, декларацию, манифест, которым обозначалась политическая программа Белого движения на Юге России и принципы его национальной политики в отношении территории и населения Украины.
Подписан генералом Антоном Деникиным как главнокомандующим Вооруженными силами Юга России (ВСЮР), составлен при участии публициста Василия Шульгина, профессора истории Павла Новгородцева, начальника Отдела народного просвещения И. Малинина и других общественных деятелей 25 (12) августа 1919 года в Таганроге. Опубликован повсеместно в белогвардейской прессе городов Юга России в августе — сентябре 1919 года.

## История создания

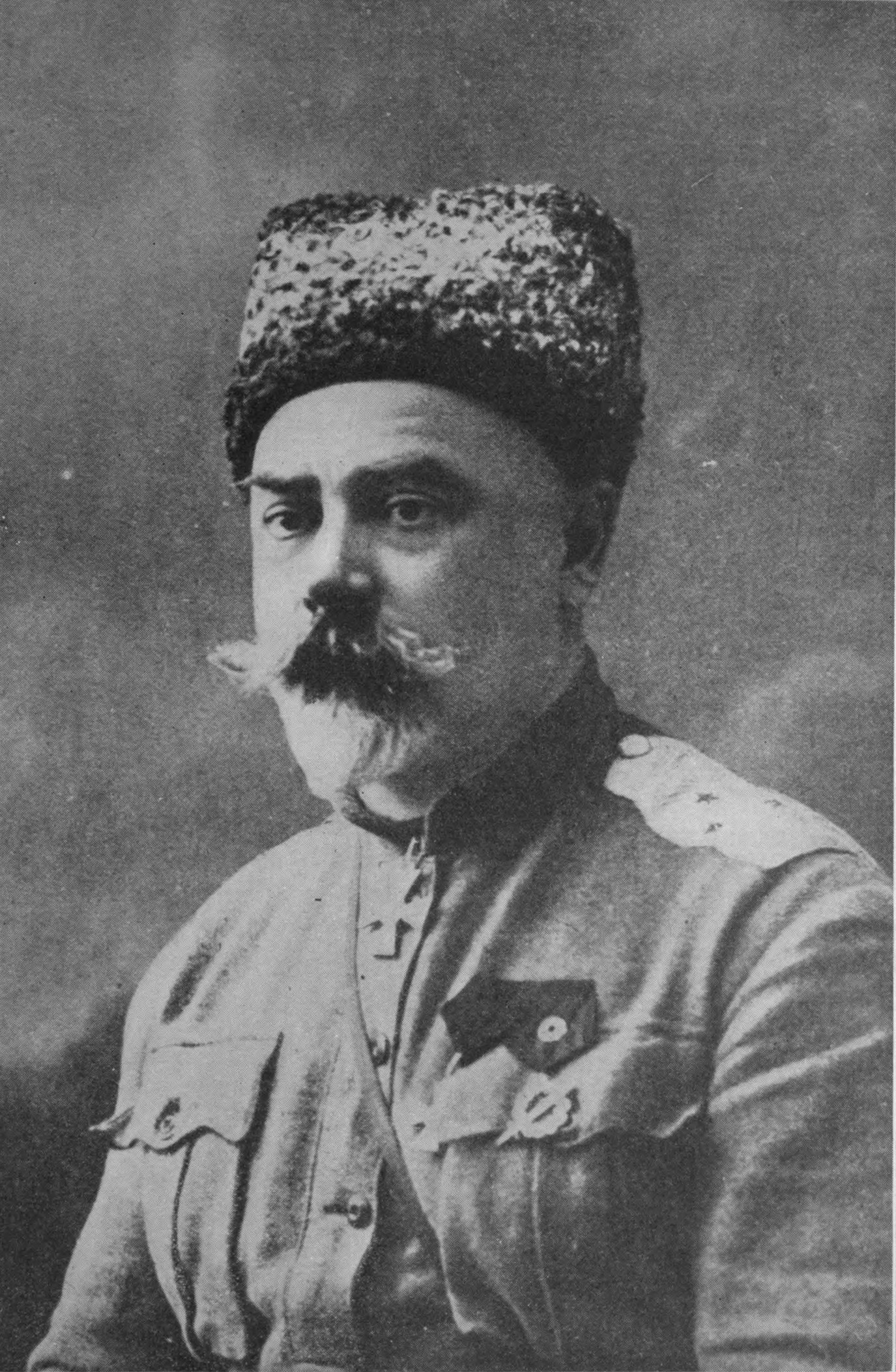
Антон Деникин

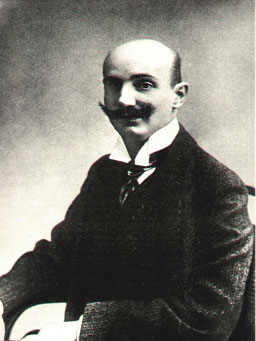
Василий Шульгин

Павел Новгородцев

Накануне вступления добровольческих войск в Киев в конце августа 1919 года председатель управления Особого совещания кадет И. Малинин, исполнявший также функции начальника Отдела народного просвещения в правительстве белых, а также бывший профессор и известный юрист Павел Новгородцев получили поручение Деникина составить политическое обращение Главнокомандующего ВСЮР к населению занятых белыми территорий на Украине.
Документ был подготовлен в месте расположения ставки главнокомандующего в Таганроге 12 (25) августа 1919 года, и затем был опубликован в периодической печати на подконтрольной белым территории Юга России. Так, в Харькове обращение «К населению Малороссии» было опубликовано 14 (27) августа 1919 года, в частности, в газете «Новая Россия»; в Киеве — 21 августа (3 сентября) 1919 года в газете «Киевлянин», через три дня после взятия Киева Добровольческой армией и др.
Как пишет украинско-американский историк Анна Процык, обращение адресовалось прежде всего простым крестьянским массам, а также к аполитичным, консервативным мелким землевладельцам, которые, по мнению белых, были верны культурным традициям и языку, но не симпатизировали борьбе украинского движения за независимость. Белые надеялись, по мнению исследователя, что ограниченные культурные права, обещанные в обращении, вызовут доверие крестьян и обеспечат поддержку землевладельцев.
Российский историк, кандидат исторических наук А. С. Пученков писал, что представители добровольческой администрации находили «Обращение» «чрезвычайно удачным и по форме, и по содержанию». Историк приводит пример, что член Особого Совещания В. А. Степанов в беседе с корреспондентом одной из белых газет утверждал, что «„украинский вопрос“ совершенно исчерпывается декларацией генерала А. И. Деникина».

## Содержание
Главной целью Добровольческой армии в «Обращении» было определено восстановление единой и неделимой России, которое называлось обязательным условием восстановления независимости страны, нормального функционирования и полноценного развития её экономики. К Киеву, как матери городов русских, приближаются войска белых с целью вернуть утраченное единство русского народа. Враги России, как объяснялось в документе, стремятся ослабить страну и поэтому поддерживают движение, которое ставит задачей отделение от России девяти её южных губерний и объединение их в «Украинскую державу». Стремление отделить малорусскую ветвь русского народа, как сообщалось в обращении, не оставлено и сегодня. В качестве основного врага, ведущего «злое дело создания самостоятельной Украинской державы», назывался Симон Петлюра. Это движение называлось предательским. В «Обращении» говорилось о немецком происхождении «украинства». Однако давалось предостережение, что всё это предательское движение должно быть чётко отделено от местных усилий, вдохновляемых любовью к родному краю, его самобытности и его местному народному языку. Русский язык объявлялся документом государственным, используемым во всех правительственных учреждениях и государственных школьных заведениях. Одновременно с этим для всех желающих гарантировалось использование местного малорусского языка в частных школах, учреждениях местного самоуправления и местных судах. Объявлялась также свобода малорусского языка в прессе. В «Обращении» было подчеркнуто, что в интересах местного населения уже осуществляется децентрализация местного самоуправления.

## Исторические оценки
Историк Анна Процык обращает внимание на факт, что несмотря на то, что в момент публикации меморандума Деникина Киев был занят Красной армией, в обращении этому практически не уделяется внимания, вся же риторика документа направлена против Симона Петлюры и армии УНР. Также документ был опубликован вскоре после встречи в Киеве белых и петлюровских войск. Тем самым исследователем делается вывод, что летом 1919 года именно силы УНР, а не большевики представляли наибольшую угрозу для одной из главных целей белых — единой и неделимой России.
Харьковские историки Валерий Семененко и Людмила Радченко на основании текста обращения Деникина со словами об обвинении Симона Петлюры в продолжении своего «злого дела создания самостоятельной Украинской державы» и борьбы против «возрождения Единой России» делают вывод, что в результате таких действий для антиденикинского движения на Украине существовали социальные и национальные предпосылки.
Советский художник, пропагандист и карикатурист Борис Ефимов охарактеризовал обращение Деникина к населению Малороссии как «напыщенно-угрожающее». 
Томский исследователь И. Наумова полагает, что «Обращением» оказалась сформирована национальная политика белых и был определён «размер культурного самоопределения» населения Украины в условиях войны, при этом А. И. Деникин полагал, что в мирное время этот вопрос мог быть решён по-иному.
Историк А. С. Пученков пишет, что «Обращение» было составлено в духе взглядов Василия Шульгина на украинский вопрос. «Шульгин и его сторонники играли ведущую роль в претворении в жизнь национальной политики в области украинского вопроса. Украинская газета — приводит информацию историк — с горечью замечала: „Деникин при помощи Шульгина (…) уничтожил украинские школы, украинские суды, законы, всё, всё“».
Украинский историк левых взглядов Андрей Здоров проводит параллели между обращением Антона Деникина и риторикой Владимира Путина как одновременно антиукраинскими и антибольшевистскими.